# Rhagodoca zavattarii
Rhagodoca zavattarii är en spindeldjursart som beskrevs av Roewer 1933. Rhagodoca zavattarii ingår i släktet Rhagodoca och familjen Rhagodidae. Inga underarter finns listade i Catalogue of Life.